# Helene Costello

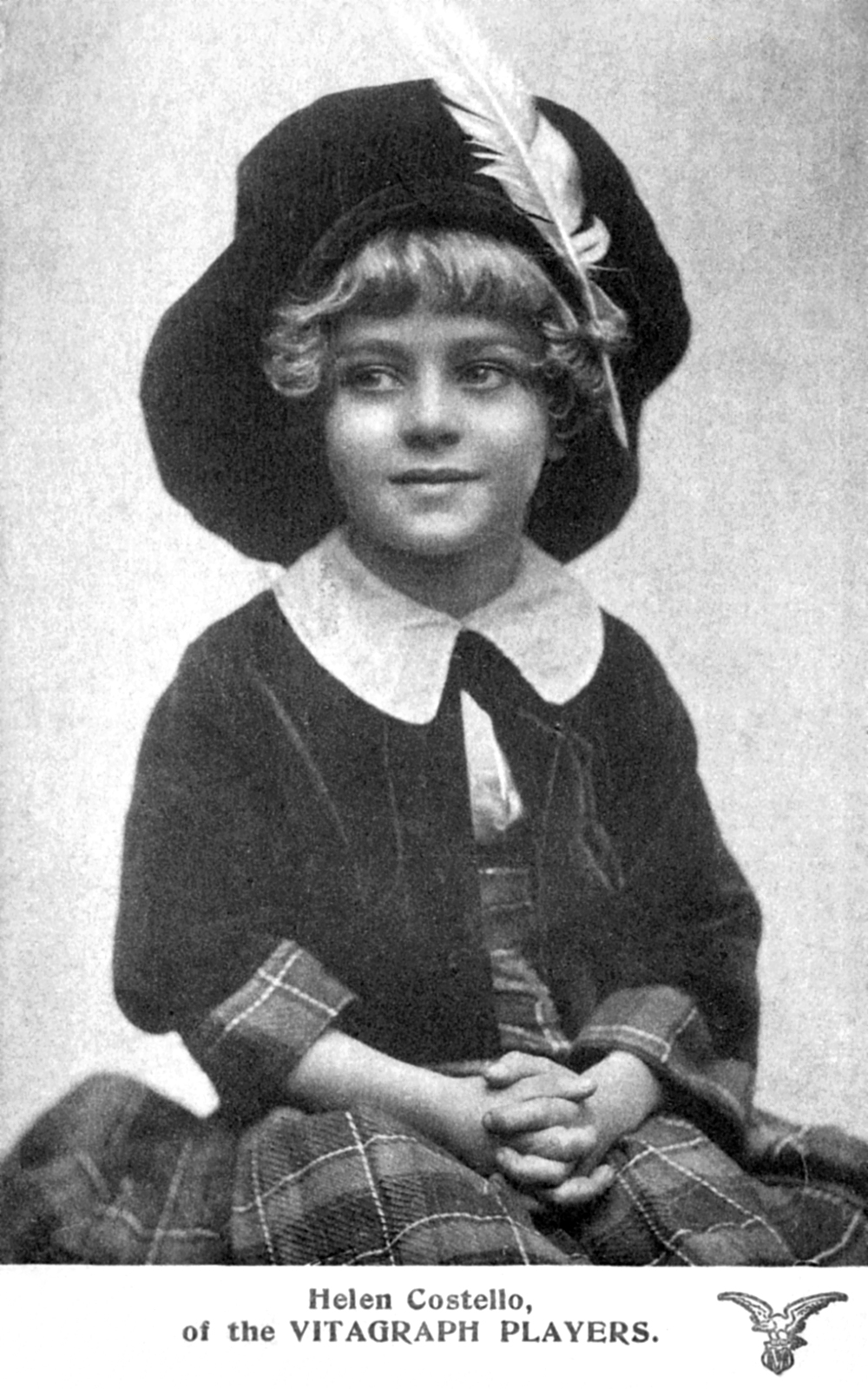
Fotografia com a actriu infantil a la Vitagraf

Helene Costello (Nova York, 21 de juny de 1906– San Bernardino, Califòrnia, 26 de gener de 1957) va ser una actriu de cinema mut nord-americana que va formar part d'una de les grans sagues d'actors de cinema; el seu pare era el galant de la dècada de 1910 Maurice Costello i la seva germana gran, Dolores Costello, que es casaria amb John Barrymore.

## Biografia
Helene Costello va néixer a la ciutat de Nova York, filla menor del destacat actor de teatre i pioner del cinema mut Maurice Costello i la seva esposa, la també actriu Mae Costello (de soltera Altschuk). Va tenir una germana, Dolores, tres anys més gran que ella. El 1908 el seu pare va deixar el teatre per actuar en el món del cinema. Poc després, al 1909 i fins al 1916, juntament amb la seva germana Dolores, va començar a intervenir com a actriu infantil en les pel·lícules del seu pare per a la Vitagraph. La seva primera aparició en el cinema va ser el 1909, en l'adaptació cinematogràfica de la novel·la Els Miserables, de Victor Hugo. Va treballar com a actriu infantil durant la primera part de la dècada de 1910. El matrimoni dels seus pares estava en crisi per culpa de l'alcoholisme del pare, que el 1913 va ser arrestat acusat de maltractament per part de la seva dona, tot i que ella després en va retirar els càrrecs. El 1915 el seu pare va patir una crisi nerviosa i va abandonar la Vitagraph. Ella va abandonar també el cinema en aquell moment i anys després reprendria la carrera d'actriu treballant en vodevils, fent-hi-hi papers còmics.
El 1923 les dues germanes Costello es van trobar de casualitat a Nova York amb George White que dirigia unes revistes a Broadway, les George White’s Scandals, per a les quals buscava noves noies. Malgrat les objeccions de la mare, va contractar les dues germanes per 57,5 dòlars a la setmana. L’any 1925, estant a Chicago, ambdues germanes van ser contactades per un cercatalents de la Warner Brothers que el va oferir un contracte i es van traslladar a Hollywood.
Helene Costello va assolir el seu punt àlgid de popularitat a mitjans de la dècada de 1920, en què guanyava uns 3.000 dòlars setmanals. Tot i que havia estat una actriu infantil, el 1927 va ser seleccionada com una de les WAMPAS Baby Stars de l'any. Es tractava d’una campanya promocional patrocinada per l'associació d'anunciants de Cinema de l'oest dels Estats Units (Western Association of Motion Picture Advertisers [WAMPA]), que destacava cada any tretze joves actrius que consideraven que es trobaven al llindar de l'estrellat cinematogràfic. El 1927 es va casar amb el jugador de futbol americà John Y. Regan de qui es divorciaria l’any següent.
El 1928, Costello va coprotagonitzar Lights of New York, el primer llargmetratge completament sonor de la Warner. Més tard, aquell mateix any, la Warner va cencel·lar el contracte que tenien quan ella es va negar a actuar com a coprotagonista amb el gos Rin Tin Tin una altra vegada, amb qui ja havia actuat anteriorment a la pel·lícula While London Sleeps (1926). El darrer paper destacat de Costello va ser al costat de la seva germana Dolores en el musical The Show of Shows (1929). Amb l’arribada del sonor, la seva carrera va declinar perquè la seva veu no era adient per als sistemes de gravació de l’època i també a causa dels seus problemes d’addicció a l’alcohol i a altres drogues. El 1930 es va casar per segona vegada, amb l’actor Lowell Sherman, de qui es divorciaria el 1932. Poc després, el gener de 1933 es va casar amb l’advocat d’origen cubà Arturo del Barrio, amb qui va tenir una filla. Del 1930 al 1934, Costello no va aparèixer en cap pel·lícula. El setembre de 1935 va signar un contracte amb la Metro-Goldwyn-Mayer però no arribà a participar en mitja dotzena de pel·lícules. La darrera pel·lícula en que participar fou The Black Swan (1942). El 1939 es tornaria a divorciar i encetaria una lluita legal per la custòdia de la seva filla.

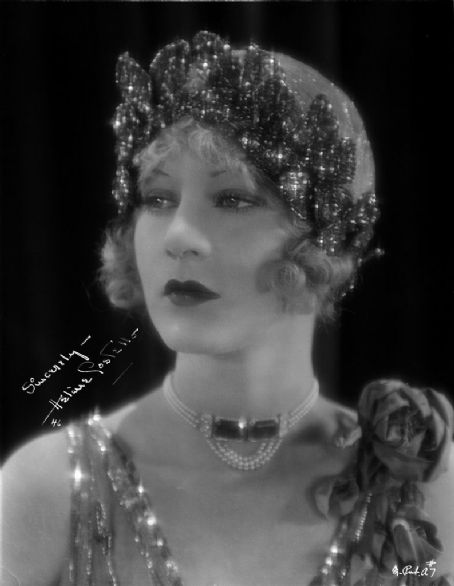
Retrat dels anys 20

Més tard, el 1942, Costello es declararia en fallida. El 24 de gener de 1957, Helene Costello va ingressar a l'Hospital mental Patton State per ser tractada d’una addicció a l'alcohol i altres drogues. Va morir dos dies més tard de pneumònia o tuberculosi.

## Filmografia

### Actriu infantil
- Les Miserables (1909)
- A Midsummer Night's Dream (1909)
- Consuming Love; o St. Valentine's Day in Greenaway Land (1911)
- A Quaker Mother (1911)
- Courage of Sorts (1911)
- The Geranium (1911)
- Captain Barnacle's Baby (1911)
- Her Crowning Glory (1911)
- The Child Crusoes (1911)
- His Sister's Children (1911)
- Regeneration (1911)
- Auld Lang Syne (1911)
- A Reformed Santa Claus (1911)
- The Old Doll (1911)
- Captain Jenks' Dilemma (1912)
- The Meeting of the Ways (1912)
- Tom Tilling's Baby (1912)
- Captain Barnacle's Messmates (1912)
- The First Violin (1912)
- The Five Senses (1912)
- At Scrogginses' Corner (1912)
- The Greatest Thing in the World (1912)
- Lulu's Doctor (1912)
- The Days of Terror; o In the Reign of Terror (1912)
- The Church Across the Way (1912)
- The Troublesome Step-Daughters (1912)
- The Money Kings (1912)
- The Black Sheep (1912)
- Wanted... a Grandmother (1912)
- Rip Van Winkle (1912)
- Captain Barnacle's Legacy (1912)
- The Irony of Fate (1912)
- The Toymaker (1912)
- In the Garden Fair (1912)
- Cleopatra (1912)
- Six O'Clock (1912)
- The Servant Problem; o How Mr. Bullington Ran the House (1912)
- The Night Before Christmas (1912)
- Two Women and Two Men (1912)
- Days of Terror (1912)
- Mr. Bolter's Niece (1913)
- Buttercups (1913)
- Just Show People (1913)
- Beau Brummel (1913)
- Tim Grogan's Foundling (1913)
- The One Good Turn (1913)
- The Mystery of the Stolen Child (1913)
- Fortune's Turn (1913)
- The Hindoo Charm (1913)
- The Other Woman (1913)
- Heartbroken Shep (1913)
- The Fruits of Vengeance (1913)
- Matrimonial Manoeuvres (1913)
- The Doctor's Secret (1913)
- The Price of Thoughtlessness (1913)
- Fellow Voyagers (1913)
- A Christmas Story (1913)
- Bunny's Mistake (1914)
- Some Steamer Scooping (1914)
- Memories That Haunt (1914)
- Etta of the Footlights (1914)
- The Mysterious Lodger (1914)
- The Barrel Organ (1914)
- The Blood Ruby (1914)
- Too Much Burglar (1914)
- By the Governor's Order (1914)
- How Cissy Made Good (1914)
- The Evil Men Do (1915)
- Lifting the Ban of Coventry (1915)
- The Heart of Jim Brice (1915)
- Billie's Mother (1916)

### Retorn al cinema
- Ranger of the Big Pines (1925)
- The Man on the Box (1925)
- Bobbed Hair (1925)
- The Love Toy (1926)
- Wet Paint (1926)
- Don Juan (1926)
- The Honeymoon Express (1926)
- Millionaires (1926)
- While London Sleeps (1926)
- Finger Prints (1927)
- The Fortune Hunter (1927)
- The Broncho Twister (1927)
- The Heart of Maryland (1927)
- Good Time Charley (1927)
- In Old Kentucky (1927)
- Husbands for Rent (1927)
- Burning Up Broadway (1928)
- Comrades (1928)
- Phantom of the Turf (1928)
- The Midnight Taxi (1928)
- Broken Barriers (1928)
- When Dreams Come (1929)
- Lights of New York (1928)
- The Circus Kid (1928)
- The Fatal Warning (1929)
- Innocents of Paris (1929)
- The Show of Shows (1929)
- Public Hero No. 1 (1935, no surt als crèdits)
- Honeymoon Limited (1935)
- Riffraff (1936)
- The Black Swan (1942)